# Abax
Genre
Les représentants du genre Abax sont des Carabes de taille assez grande (2 cm environ) et de couleur généralement noire, aux élytres fortement striés en long. Le genre comporte une centaine d'espèces et sous-espèces dans l'ensemble de la zone holarctique.

## Espèces européennes
17 espèces ont été décrites en Europe.
- Abax carinatus (Duftschmid 1812)
- Abax schueppeli Palliardi 1825
- Abax arerae Schauberger 1927
- Abax baenningeri Schauberger 1927
- Abax continuus Baudi di Selve 1876
- Abax exaratus (Dejean 1828)
- Abax fiorii Jakobson 1907
- Abax oblongus (Dejean 1831)
- Abax ovalis (Duftschmid 1812)
- Abax parallelepipedus (Piller & Mitterpacher 1783)
- Abax parallelus (Duftschmid 1812)
- Abax pilleri Csiki 1916
- Abax pyrenaeus (Dejean 1828)
- Abax beckenhauptii (Duftschmid 1812)
- Abax ecchelii Bertolini 1887
- Abax springeri G. Müller 1925
- Abax teriolensis Schauberger 1921

## Liste des espèces et sous-espèces
Selon Catalogue of Life (28 août 2014) :
- Abax arerae
- Abax baenningeri
- Abax beckenhauptii
- Abax carinatus
- Abax continuus
- Abax ecchelii
- Abax exaratus
- Abax fiorii
- Abax oblongus
- Abax ovalis
- Abax parallelepipedus
- Abax parallelus
- Abax pilleri
- Abax pyrenaeus
- Abax schueppeli
- Abax sexualis
- Abax springeri
- Abax teriolensis

Selon ITIS (28 août 2014) :
- sous-genre Abax (Abax) Bonelli, 1810

Selon NCBI (28 août 2014) :
- Abax angustatus
- Abax beckenhauptii
- Abax carinatus
- Abax oblongus
  - sous-espèce Abax oblongus oblongus
- Abax ovalis
- Abax parallelepipedus
  - sous-espèce Abax parallelepipedus contractus
  - sous-espèce Abax parallelepipedus inferior
  - sous-espèce Abax parallelepipedus lombardus
- Abax parallelus